# Archidiocèse de Tarente
L' archidiocèse de Tarente (en latin : Archidiœcesis Tarentina ; en italien : Arcidiocesi di Taranto) est un archidiocèse métropolitain de l'Église catholique d'Italie appartenant à la région ecclésiastique des Pouilles.

## Territoire
L'archidiocèse est situé dans une partie de la province de Tarente ; l'autre partie de la province est partagée par le diocèse de Castellaneta et la partie sud du diocèse d'Oria qui sont tous deux suffragants de Tarente.
Il a un territoire de 1 056 km2 divisé en 88 paroisses regroupées en 11 archidiaconés. L'évêché est à Tarente où est située la cathédrale Saint-Catalde ainsi que la cocathédrale de la Mère de Dieu (it).

## Histoire
Selon la tradition répandue dans les Pouilles, l'apôtre saint Pierre lors de son voyage à Rome, s'arrête à Tarente, fonde la première communauté chrétienne et consacre saint Amasian (it) comme 1er évêque. Un autre évêque attribué traditionnellement à Tarente est saint Catalde, patron de l'archidiocèse, que les études récentes situent néanmoins entre le VIIe siècle et le VIIIe siècle.
Le diocèse est documenté avec certitude à la fin du Ve siècle. Dans une lettre du pape Gélase Ier (datée entre 492 et 496), le pontife annonce à la communauté chrétienne de Tarente l'envoi du nouvel évêque Pietro, consacré à Rome ; cet évêque pourrait être identifié parmi les autres évêques anonymes, sans indication du diocèse, mentionnés dans les lettres du pape Gélase, et de l'évêque Pierre, sans indication du diocèse, qui prend part au concile romain de 495. Grâce à l'épistolaire de Grégoire Ier, deux autres évêques tarentins sont connus entre les VIe siècle et le VIIe siècle, Andrea (593) accusé à Rome de concubinage et d'avoir causé la mort d'une femme, et Honorius, qui en 603, construit un baptistère près de l'ecclesia sanctae Mariae.
Entre le VIIe siècle et le VIIIe siècle, trois évêques tarantins participent aux synodes romains. Giovanni I participe au concile de Latran de 649 organisé par le pape Martin Ier pour condamner le monothélisme. Germano en 680 est parmi les pères du concile romain de 680 appelé par le pape Agathon qui condamne une nouvelle fois le monothélisme ; sa signature figure dans la lettre synodale adressée à Constantinople et annexée aux actes du troisième concile de Constantinople. Aufredo participe en 743 au concile convoqué par le pape Zacharie.
La ville de Tarente subit divers événements : conquise d’abord par les Goths, puis par les Byzantins, prise aux Lombards et occupée pendant 40 ans par les Sarrasins. Pendant toute cette période, le diocèse reste toujours sous juridiction de l'Église d'Occident et des papes de Rome, même après la prise définitive des Byzantins à la fin du IXe siècle. Bien que le rite dominant soit le latin, des communautés de langue grecque et de rite byzantin se développent dans l'arrière-pays et dans certaines communautés monastiques. Dans un document (978) de Pandolf Tête de Fer, prince de Capoue, Giovanni II est le premier à recevoir le titre d'archevêque ; le deuxième archevêque connu est Dionisio qui, en 1028, dans la 21e année de son pontificat, fait un don aux moines de Cava de l'église de San Benedetto.
Dans la seconde moitié du XIe siècle, Tarente est conquise par les Normands. Le 1er archevêque de l'ère normande est Drogone. En 1071, il érige une nouvelle cathédrale après la destruction de l'ancienne par les Sarrasins. Les sources de la période font état de la découverte des reliques de saint Catalde, proclamé patron de la ville et du diocèse lors des fouilles du nouveau bâtiment.
L'archevêque Angelo, installé sur le siège de Tarante à la fin du XIIe siècle, est employé dans plusieurs ambassades près du pape Innocent III. La ville a d'importants monastères à cette époque : les bénédictins de San Pietro Imperiale, les basiliens de San Vito del Pizzo et les cisterciens de Santa Maria del Galeso ; il y a aussi deux monastères féminins. Au XVe siècle s'installent les franciscains observants, les dominicains et les ermites de saint Augustin. Au siècle suivant, ce sont les minimes, les hospitaliers de Saint-Jean-de-Dieu et les carmes déchaux. La province ecclésiastique de l'archidiocèse de Tarente est sourcée à partir du XIIe siècle ; à l'origine, il comprend les diocèses de Castellaneta et de Mottola (it) ; en 1591, le diocèse d'Oria est ajouté.
Le cardinal Marcantonio Colonna présente la réforme tridentine et crée le séminaire inauguré le 1er juin 1568. Il convoque un synode provincial pour mettre en œuvre les décrets conciliaires. Les nombreux synodes célébrés par les archevêques au XVIIe siècle favorisent le travail de réforme morale et religieuse de l'archidiocèse. Les archevêques Ottavio Mirto Frangipane (1605-1612), Bonifazio Caetani (1613-1617), Tommaso Caracciolo (1637-1663) et Francesco Pignatelli (1683-1703), plus tard nommé archevêque de Naples.
Entre le XVIIIe et le XIXe siècle, la vie et l'histoire de l'archidiocèse sont marquées par le long épiscopat de Giuseppe Capecelatro (1778-1817). Entre le XIXe et le XXe siècle, l'archidiocèse est dirigé par d'autres grandes figures d'évêques : Giuseppe Rotondo (1855-1885), qui, n'acceptant pas l'unification italienne, est exilé d'abord à Naples puis à Rome ; Pietro Alfonso Iorio (1885-1908), qui introduit l'Action catholique dans le diocèse ; Orazio Mazzella (1917-1934), qui défend farouchement les institutions catholiques contre les abus du gouvernement fasciste. Au début du XXe siècle, les derniers vestiges du rite byzantin sont abolis.
En 1968, le pape Paul VI se rend dans la ville et dans l'archidiocèse et célèbre la messe de la vigile de la Nativité parmi les travailleurs du centre métallurgique tarantin. En octobre 1989, Jean-Paul II effectue une visite pastorale.

## Sources
- (it) Cet article est partiellement ou en totalité issu de l’article de Wikipédia en italien intitulé « Arcidiocesi di Taranto » (voir la liste des auteurs).
- (en) Catholic-Hierarchy